# کریستف رمی
کریستف رمی (انگلیسی: Christophe Rémy؛ زادهٔ ۶ اوت ۱۹۷۱ ‏(۵۳ سال)) بازیکن فوتبال است.
از باشگاه‌هایی که در آن بازی کرده‌است می‌توان به باشگاه فوتبال آکسفورد یونایتد اشاره کرد.